# Athetis palustris
Athetis palustris är en fjärilsart som beskrevs av Jacob Hübner. Athetis palustris ingår i släktet Athetis och familjen nattflyn. Inga underarter finns listade i Catalogue of Life.